# Sweeney Todd (musical)
Sweeney Todd: The Demon Barber of Fleet Street (Sweeney Todd: El barbero diabólico de la calle Fleet en España) es un musical con canciones de Stephen Sondheim y libreto de Hugh Wheeler, basado en la obra de teatro homónima de Christopher Bond, que a su vez es una adaptación de la novela victoriana por entregas The String of Pearls. Su trama central gira en torno a Sweeney Todd, un barbero injustamente encarcelado que regresa a Londres dispuesto a vengarse del juez corrupto que lo incriminó. Para ello contará con la ayuda de Mrs. Lovett, una mujer sin escrúpulos que regenta un ruinoso negocio de pasteles en la planta baja de su antigua barbería.
Dirigido por Harold Prince, el espectáculo debutó el 1 de marzo de 1979 en el Uris Theatre de Broadway, con Len Cariou y Angela Lansbury en los papeles protagonistas, y un año después llegó al West End londinense, obteniendo numerosos premios entre los que se incluyen el Tony y el Olivier al mejor musical. Desde entonces ha podido verse en múltiples ocasiones a lo largo de todo el mundo, tanto en teatros convencionales como en escenarios dedicados a la representación operística. En 2007 dio el salto a la gran pantalla bajo la dirección de Tim Burton.

## Sinopsis
La historia se sitúa en el Londres del siglo XIX, en plena época victoriana. Sweeney Todd, un barbero injustamente encarcelado, regresa del exilio buscando venganza contra el juez corrupto que lo incriminó y provocó su caída en desgracia. Tras despedirse de Anthony Hope, un joven marinero al que ha conocido en el barco de vuelta a casa, Todd se dirige a su antigua barbería de la calle Fleet que, a pesar de los años, sigue desocupada. Con la ayuda de Mrs. Lovett, la dueña del ruinoso establecimiento de pasteles situado en la planta baja del edificio, Todd reabre su negocio a la espera de reencontrarse con el juez. Los acontecimientos se precipitan cuando, en un arrebato de furia, Todd asesina con su navaja de afeitar a un charlatán de feria que intentaba chantajearlo. Lejos de alarmarse, Mrs. Lovett sugiere deshacerse del cadáver utilizándolo como relleno para sus pasteles de carne. El macabro experimento es un éxito y la tienda de Mrs. Lovett se convierte en la sensación de Londres, mientras un Todd cada vez más consumido por la locura comienza a matar de manera indiscriminada a todo aquel que pone un pie en su barbería. Paralelamente, el joven Anthony se enamora de Johanna, la hija de Todd que ha crecido recluida bajo la tutela del juez, e idea un plan para liberarla.

## Producciones

### Broadway
| Producción | Teatro                       | Fecha de estreno         | Fecha de cierre         | Funciones | Dirección         |
| #1         | Uris Theatre                 | 1 de marzo de 1979       | 29 de junio de 1980     | 557       | Harold Prince     |
| #2         | Circle in the Square Theatre | 14 de septiembre de 1989 | 25 de febrero de 1990   | 188       | Susan H. Schulman |
| #3         | Eugene O'Neill Theatre       | 3 de noviembre de 2005   | 3 de septiembre de 2006 | 349       | John Doyle        |
| #4         | Lunt-Fontanne Theatre        | 26 de marzo de 2023      | 5 de mayo de 2024       | 406       | Thomas Kail       |

### West End
| Producción | Teatro                    | Fecha de estreno        | Fecha de cierre          | Dirección        |
| #1         | Theatre Royal, Drury Lane | 2 de julio de 1980      | 15 de noviembre de 1980  | Harold Prince    |
| #2         | Cottesloe Theatre         | 2 de junio de 1993      | 19 de octubre de 1993    | Declan Donnellan |
| #2         | Lyttelton Theatre         | 16 de diciembre de 1993 | 1 de junio de 1994       | Declan Donnellan |
| #3         | Trafalgar Studios         | 27 de julio de 2004     | 9 de octubre de 2004     | John Doyle       |
| #3         | Ambassadors Theatre       | 13 de octubre de 2004   | 5 de febrero de 2005     | John Doyle       |
| #4         | Adelphi Theatre           | 20 de marzo de 2012     | 22 de septiembre de 2012 | Jonathan Kent    |

### España
| Producción | Producción | Teatro           | Fecha de estreno         | Fecha de cierre         | Dirección |
| #1         | Barcelona  | Teatre Poliorama | 5 de abril de 1995       | 26 de diciembre de 1995 | Mario Gas |
| #1         | Barcelona  | Teatre Apolo     | 16 de septiembre de 1997 | 9 de noviembre de 1997  | Mario Gas |
| #1         | Madrid     | Teatro Albéniz   | 18 de noviembre de 1997  | 25 de enero de 1998     | Mario Gas |
| #2         | Madrid     | Teatro Español   | 15 de octubre de 2008    | 7 de enero de 2009      | Mario Gas |
| #2         | Bilbao     | Teatro Arriaga   | 14 de enero de 2009      | 17 de enero de 2009     | Mario Gas |
| #2         | Barcelona  | Teatre Apolo     | 31 de marzo de 2009      | 11 de mayo de 2009      | Mario Gas |

### Otras producciones
Sweeney Todd se ha representado en países como Alemania, Argentina, Australia, Brasil, Canadá, Dinamarca, España, Estados Unidos, Filipinas, Finlandia, Francia, Hungría, Irlanda, Italia, México, Nueva Zelanda, Países Bajos, Portugal, Reino Unido, Sudáfrica o Suecia, y ha sido traducido a multitud de idiomas.
Además de las escenificaciones completas del musical, numerosas versiones en concierto han proliferado a lo largo de los años, como la que tuvo lugar el 31 de octubre de 2023 en el Palau de la Música Catalana de Barcelona, con Miquel Fernández como Sweeney Todd, Anna Moliner como Mrs. Lovett, Eloi Gómez como Anthony Hope, Ana San Martín como Johanna, Jan Gavilan como Tobias Ragg, Xavier Fernández como Juez Turpin, Jordi Vidal como Alguacil, Maria Santallusia como Mendiga e Ivan Labanda como Pirelli.

## Adaptación cinematográfica
En 2007, Sweeney Todd dio el salto a la gran pantalla bajo la dirección de Tim Burton. Escrita por John Logan, la película contó con un reparto encabezado por Johnny Depp como Sweeney Todd, Helena Bonham Carter como Mrs. Lovett, Jamie Campbell Bower como Anthony Hope, Jayne Wisener como Johanna, Ed Sanders como Tobias Ragg, Alan Rickman como Juez Turpin, Timothy Spall como Alguacil, Laura Michelle Kelly como Mendiga y Sacha Baron Cohen como Pirelli.

## Números musicales
| Prologue - «Prelude»/«The Ballad of Sweeney Todd» Acto I - «No Place Like London» - «The Barber and His Wife» - «The Worst Pies in London» - «Poor Thing» - «My Friends» - «The Ballad of Sweeney Todd (Reprise)» - «Green Finch and Linnet Bird» - «Ah, Miss» - «Johanna» - «Pirelli's Miracle Elixir» - «The Contest (Part 1)» - «The Contest (Part 2)» (a) - «The Ballad of Sweeney Todd (Reprise)» - «Wait» - «Pirelli's Death» - «The Ballad of Sweeney Todd (Reprise)» - «Johanna (Mea Culpa)» (a) - «Kiss Me» - «Ladies in Their Sensitivities/Kiss Me (Quartet)» - «Pretty Women» - «Epiphany» - «A Little Priest» | Acto II - «God, That's Good!» - «Johanna (Quartet)» - «I Am a Lass» (b) - «By the Sea» - «Wigmaker Sequence»/«The Ballad of Sweeney Todd (Reprise)»/«The Letter» - «Not While I'm Around» - «Parlour Songs (Part 1)» - «Parlour Songs (Part 2)» (a) - «Parlour Songs (Part 3)» - «Final Sequence» Epilogue - «The Ballad of Sweeney Todd (Reprise)» |

(a) Canción suprimida durante las funciones previas al estreno en Broadway, aunque sí está presente en el álbum grabado por el reparto original
(b) Verso opcional de «Parlour Songs (Part 1)»

## Repartos originales

### Broadway/West End
| Personaje    | Broadway (1979)    | West End (1980)        | Broadway (1989)   | West End (1993)     | West End (2004)      | Broadway (2005)      | West End (2012)     | Broadway (2023)      |
| Sweeney Todd | Len Cariou         | Denis Quilley          | Bob Gunton        | Alun Armstrong      | Paul Hegarty         | Michael Cerveris     | Michael Ball        | Josh Groban          |
| Mrs. Lovett  | Angela Lansbury    | Sheila Hancock         | Beth Fowler       | Julia McKenzie      | Karen Mann           | Patti LuPone         | Imelda Staunton     | Annaleigh Ashford    |
| Anthony Hope | Victor Garber      | Andrew C. Wadsworth    | Jim Walton        | Adrian Lester       | David Ricardo-Pearce | Benjamin Magnuson    | Luke Brady          | Jordan Fisher        |
| Johanna      | Sarah Rice         | Mandy More             | Gretchen Kingsley | Carol Starks        | Rebecca Jenkins      | Lauren Molina        | Lucy May Barker     | Maria Bilbao         |
| Tobias Ragg  | Ken Jennings       | Michael Staniforth     | Eddie Korbich     | Adrian Lewis Morgan | Sam Kenyon           | Manoel Felciano      | James McConville    | Gaten Matarazzo      |
| Juez Turpin  | Edmund Lyndeck     | Austin Kent            | David Barron      | Denis Quilley       | Colin Wakefield      | Mark Jacoby          | John Bowe           | Jamie Jackson        |
| Alguacil     | Jack Eric Williams | David Wheldon-Williams | Michael McCarty   | Barry James         | Michael Howcroft     | Alexander Gemignani  | Peter Polycarpou    | John Rapson          |
| Mendiga      | Merle Louise       | Dilys Watling          | SuEllen Estey     | Sheila Reid         | Rebecca Jackson      | Diana DiMarzio       | Gillian Kirkpatrick | Ruthie Ann Miles     |
| Pirelli      | Joaquin Romaguera  | John Aron              | Bill Nabel        | Nick Holder         | Stephanie Jacob      | Donna Lynne Champlin | Robert Burt         | Nicholas Christopher |

### España
| Personaje    | Barcelona (1995)   | Madrid (2008)        |
| Sweeney Todd | Constantino Romero | Joan Crosas          |
| Mrs. Lovett  | Vicky Peña         | Vicky Peña           |
| Anthony Hope | Pep Molina         | Pedro de los Ríos    |
| Johanna      | Maria Josep Peris  | María del Mar Maestu |
| Tobias Ragg  | Muntsa Rius        | Ruth González        |
| Juez Turpin  | Xavier Ribera-Vall | Xavier Ribera-Vall   |
| Alguacil     | Pedro Pomares      | Pedro Pomares        |
| Mendiga      | Teresa Vallicrosa  | Teresa Vallicrosa    |
| Pirelli      | Esteve Ferrer      | Esteve Ferrer        |

Reemplazos destacados en la producción española de 1995
- Sweeney Todd: Joan Crosas

## Grabaciones
Existen varios álbumes interpretados en sus respectivos idiomas por los elencos de las diferentes producciones que se han estrenado a lo largo de los años, incluyendo la versión en catalán que protagonizaron Constantino Romero y Vicky Peña en el Teatre Poliorama de Barcelona. Además, también está disponible en DVD una grabación en vídeo de la primera gira estadounidense que fue filmada en directo sobre el escenario del Dorothy Chandler Pavilion de Los Ángeles para su posterior emisión en televisión.

## Premios y nominaciones

### Producción original de Broadway
| Año  | Premio                               | Categoría                             | Nominado         | Resultado |
| ---- | ------------------------------------ | ------------------------------------- | ---------------- | --------- |
| 1979 | Tony Award                           | Mejor musical                         | Mejor musical    | Ganador   |
| 1979 | Tony Award                           | Mejor libreto de un musical           | Hugh Wheeler     | Ganador   |
| 1979 | Tony Award                           | Mejor música original                 | Stephen Sondheim | Ganador   |
| 1979 | Tony Award                           | Mejor actor principal en un musical   | Len Cariou       | Ganador   |
| 1979 | Tony Award                           | Mejor actriz principal en un musical  | Angela Lansbury  | Ganadora  |
| 1979 | Tony Award                           | Mejor dirección en un musical         | Harold Prince    | Ganador   |
| 1979 | Tony Award                           | Mejor diseño de escenografía          | Eugene Lee       | Ganador   |
| 1979 | Tony Award                           | Mejor diseño de vestuario             | Franne Lee       | Ganador   |
| 1979 | Tony Award                           | Mejor diseño de iluminación           | Ken Billington   | Nominado  |
| 1979 | Drama Desk Award                     | Mejor musical                         | Mejor musical    | Ganador   |
| 1979 | Drama Desk Award                     | Mejor libreto de un musical           | Hugh Wheeler     | Ganador   |
| 1979 | Drama Desk Award                     | Mejores letras                        | Stephen Sondheim | Ganador   |
| 1979 | Drama Desk Award                     | Mejor música                          | Stephen Sondheim | Ganador   |
| 1979 | Drama Desk Award                     | Mejor actor en un musical             | Len Cariou       | Ganador   |
| 1979 | Drama Desk Award                     | Mejor actriz en un musical            | Angela Lansbury  | Ganadora  |
| 1979 | Drama Desk Award                     | Mejor actor de reparto en un musical  | Ken Jennings     | Ganador   |
| 1979 | Drama Desk Award                     | Mejor actriz de reparto en un musical | Merle Louise     | Ganadora  |
| 1979 | Drama Desk Award                     | Mejor coreografía                     | Larry Fuller     | Nominado  |
| 1979 | Drama Desk Award                     | Mejor dirección en un musical         | Harold Prince    | Ganador   |
| 1979 | Drama Desk Award                     | Mejor diseño de escenografía          | Eugene Lee       | Nominado  |
| 1979 | Drama Desk Award                     | Mejor diseño de vestuario             | Franne Lee       | Nominado  |
| 1979 | Drama Desk Award                     | Mejor diseño de iluminación           | Ken Billington   | Nominado  |
| 1979 | New York Drama Critics' Circle Award | Mejor musical                         | Mejor musical    | Ganador   |

### Producción original del West End
| Año  | Premio        | Categoría                  | Nominado            | Resultado |
| ---- | ------------- | -------------------------- | ------------------- | --------- |
| 1980 | Olivier Award | Mejor musical nuevo        | Mejor musical nuevo | Ganador   |
| 1980 | Olivier Award | Mejor actor en un musical  | Denis Quilley       | Ganador   |
| 1980 | Olivier Award | Mejor actriz en un musical | Sheila Hancock      | Nominada  |

### Producción de Broadway de 1989
| Año  | Premio           | Categoría                            | Nominado                    | Resultado |
| ---- | ---------------- | ------------------------------------ | --------------------------- | --------- |
| 1990 | Tony Award       | Mejor revival de un musical          | Mejor revival de un musical | Nominado  |
| 1990 | Tony Award       | Mejor actor principal en un musical  | Bob Gunton                  | Nominado  |
| 1990 | Tony Award       | Mejor actriz principal en un musical | Beth Fowler                 | Nominada  |
| 1990 | Tony Award       | Mejor dirección en un musical        | Susan H. Schulman           | Nominada  |
| 1990 | Drama Desk Award | Mejor revival de un musical          | Mejor revival de un musical | Nominado  |
| 1990 | Drama Desk Award | Mejor actor en un musical            | Bob Gunton                  | Nominado  |
| 1990 | Drama Desk Award | Mejor actriz en un musical           | Beth Fowler                 | Nominada  |
| 1990 | Drama Desk Award | Mejor diseño de escenografía         | James Morgan                | Nominado  |
| 1990 | Drama Desk Award | Mejor diseño de iluminación          | Mary Jo Dondlinger          | Ganadora  |

### Producción del West End de 1993
| Año  | Premio        | Categoría                                 | Nominado                    | Resultado |
| ---- | ------------- | ----------------------------------------- | --------------------------- | --------- |
| 1994 | Olivier Award | Mejor revival de un musical               | Mejor revival de un musical | Ganador   |
| 1994 | Olivier Award | Mejor actor en un musical                 | Alun Armstrong              | Ganador   |
| 1994 | Olivier Award | Mejor actriz en un musical                | Julia McKenzie              | Ganadora  |
| 1994 | Olivier Award | Mejor intérprete de reparto en un musical | Adrian Lester               | Nominado  |
| 1994 | Olivier Award | Mejor intérprete de reparto en un musical | Barry James                 | Nominado  |
| 1994 | Olivier Award | Mejor dirección en un musical             | Declan Donnellan            | Ganador   |

### Producción española de 1995
| Año  | Premio     | Categoría                          | Nominado                           | Resultado |
| ---- | ---------- | ---------------------------------- | ---------------------------------- | --------- |
| 1998 | Premio Max | Mejor espectáculo musical o lírico | Mejor espectáculo musical o lírico | Ganador   |
| 1998 | Premio Max | Mejor dirección de escena          | Mario Gas                          | Ganador   |
| 1998 | Premio Max | Mejor diseño de espacio escénico   | Jon Berrondo                       | Ganador   |
| 1998 | Premio Max | Mejor diseño de vestuario          | María Araujo                       | Nominada  |
| 1998 | Premio Max | Mejor actriz                       | Vicky Peña                         | Ganadora  |

### Producción del West End de 2004
| Año  | Premio        | Categoría                      | Nominado                       | Resultado |
| ---- | ------------- | ------------------------------ | ------------------------------ | --------- |
| 2005 | Olivier Award | Mejor producción de un musical | Mejor producción de un musical | Nominado  |
| 2005 | Olivier Award | Mejor actor en un musical      | Paul Hegarty                   | Nominado  |

### Producción de Broadway de 2005
| Año  | Premio                               | Categoría                            | Nominado                    | Resultado |
| ---- | ------------------------------------ | ------------------------------------ | --------------------------- | --------- |
| 2006 | Tony Award                           | Mejor revival de un musical          | Mejor revival de un musical | Nominado  |
| 2006 | Tony Award                           | Mejor dirección en un musical        | John Doyle                  | Ganador   |
| 2006 | Tony Award                           | Mejor actor principal en un musical  | Michael Cerveris            | Nominado  |
| 2006 | Tony Award                           | Mejor actriz principal en un musical | Patti LuPone                | Nominada  |
| 2006 | Tony Award                           | Mejor actor de reparto en un musical | Manoel Felciano             | Nominado  |
| 2006 | Tony Award                           | Mejores orquestaciones               | Sarah Travis                | Ganadora  |
| 2006 | Drama Desk Award                     | Mejor revival de un musical          | Mejor revival de un musical | Ganador   |
| 2006 | Drama Desk Award                     | Mejor actor en un musical            | Michael Cerveris            | Nominado  |
| 2006 | Drama Desk Award                     | Mejor actriz en un musical           | Patti LuPone                | Nominada  |
| 2006 | Drama Desk Award                     | Mejor actor de reparto en un musical | Alexander Gemignani         | Nominado  |
| 2006 | Drama Desk Award                     | Mejores orquestaciones               | Sarah Travis                | Ganadora  |
| 2006 | Drama Desk Award                     | Mejor dirección en un musical        | John Doyle                  | Ganador   |
| 2006 | Drama Desk Award                     | Mejor diseño de escenografía         | John Doyle                  | Nominado  |
| 2006 | Drama Desk Award                     | Mejor diseño de iluminación          | Richard G. Jones            | Ganador   |
| 2006 | Drama Desk Award                     | Mejor diseño de sonido               | Dan Moses Schreier          | Nominado  |
| 2006 | New York Drama Critics' Circle Award | Mención especial                     | Mención especial            | Ganador   |

### Producción española de 2008
| Año  | Premio                    | Categoría                     | Nominado                                | Resultado |
| ---- | ------------------------- | ----------------------------- | --------------------------------------- | --------- |
| 2009 | Premio del Teatro Musical | Mejor musical público         | Mejor musical público                   | Ganador   |
| 2009 | Premio del Teatro Musical | Mejor dirección de escena     | Mario Gas                               | Ganador   |
| 2009 | Premio del Teatro Musical | Mejor dirección musical       | Manuel Gas                              | Ganador   |
| 2009 | Premio del Teatro Musical | Mejor escenografía            | Jon Berrondo                            | Ganador   |
| 2009 | Premio del Teatro Musical | Mejor figurinista             | María Araujo                            | Ganadora  |
| 2009 | Premio del Teatro Musical | Mejor maquillaje y peluquería | Equipo de peluquería del Teatro Español | Ganador   |
| 2009 | Premio del Teatro Musical | Mejor diseño de iluminación   | Kiko Planas                             | Ganador   |
| 2009 | Premio del Teatro Musical | Mejor diseño de sonido        | Roc Mateu                               | Ganador   |
| 2009 | Premio del Teatro Musical | Mejor actriz protagonista     | Vicky Peña                              | Ganadora  |
| 2009 | Premio del Teatro Musical | Mejor actor protagonista      | Joan Crosas                             | Ganador   |
| 2009 | Premio del Teatro Musical | Mejor actriz de reparto       | Ruth González                           | Ganadora  |
| 2009 | Premio del Teatro Musical | Mejor actriz de reparto       | María del Mar Maestu                    | Nominada  |
| 2009 | Premio del Teatro Musical | Mejor actriz de reparto       | Teresa Vallicrosa                       | Nominada  |
| 2009 | Premio del Teatro Musical | Mejor actor de reparto        | Esteve Ferrer                           | Nominado  |
| 2009 | Premio del Teatro Musical | Mejor actor de reparto        | Xavier Ribera-Vall                      | Nominado  |

### Producción del West End de 2012
| Año  | Premio                 | Categoría                   | Nominado                    | Resultado |
| ---- | ---------------------- | --------------------------- | --------------------------- | --------- |
| 2012 | Evening Standard Award | Mejor musical               | Mejor musical               | Ganador   |
| 2013 | Olivier Award          | Mejor revival de un musical | Mejor revival de un musical | Ganador   |
| 2013 | Olivier Award          | Mejor actor en un musical   | Michael Ball                | Ganador   |
| 2013 | Olivier Award          | Mejor actriz en un musical  | Imelda Staunton             | Ganadora  |
| 2013 | Olivier Award          | Mejor diseño de vestuario   | Anthony Ward                | Nominado  |
| 2013 | Olivier Award          | Mejor diseño de iluminación | Mark Henderson              | Nominado  |
| 2013 | Olivier Award          | Mejor diseño de sonido      | Paul Groothuis              | Nominado  |

### Producción de Broadway de 2023
| Año  | Premio                     | Categoría                                  | Nominado                      | Resultado |
| ---- | -------------------------- | ------------------------------------------ | ----------------------------- | --------- |
| 2023 | Tony Award                 | Mejor revival de un musical                | Mejor revival de un musical   | Nominado  |
| 2023 | Tony Award                 | Mejor actor principal en un musical        | Josh Groban                   | Nominado  |
| 2023 | Tony Award                 | Mejor actriz principal en un musical       | Annaleigh Ashford             | Nominada  |
| 2023 | Tony Award                 | Mejor actriz de reparto en un musical      | Ruthie Ann Miles              | Nominada  |
| 2023 | Tony Award                 | Mejor diseño de escenografía en un musical | Mimi Lien                     | Nominada  |
| 2023 | Tony Award                 | Mejor diseño de iluminación en un musical  | Natasha Katz                  | Ganadora  |
| 2023 | Tony Award                 | Mejor diseño de sonido en un musical       | Nevin Steinberg               | Ganador   |
| 2023 | Tony Award                 | Mejor coreografía                          | Steven Hoggett                | Nominado  |
| 2023 | Drama Desk Award           | Mejor revival de un musical                | Mejor revival de un musical   | Nominado  |
| 2023 | Drama Desk Award           | Mejor dirección en un musical              | Thomas Kail                   | Ganador   |
| 2023 | Drama Desk Award           | Mejor intérprete principal en un musical   | Annaleigh Ashford             | Ganadora  |
| 2023 | Drama Desk Award           | Mejor diseño de iluminación en un musical  | Natasha Katz                  | Ganadora  |
| 2023 | Drama League Award         | Mejor intérprete                           | Annaleigh Ashford             | Ganadora  |
| 2023 | Drama League Award         | Mejor intérprete                           | Josh Groban                   | Nominado  |
| 2023 | Drama League Award         | Mejor revival de un musical                | Mejor revival de un musical   | Nominado  |
| 2023 | Drama League Award         | Mejor dirección en un musical              | Thomas Kail                   | Nominado  |
| 2023 | Outer Critics Circle Award | Mejor revival de un musical                | Mejor revival de un musical   | Nominado  |
| 2023 | Outer Critics Circle Award | Mejor diseño de escenografía               | Mimi Lien                     | Nominada  |
| 2023 | Outer Critics Circle Award | Mejor diseño de iluminación                | Natasha Katz                  | Nominada  |
| 2023 | Grammy Award               | Mejor álbum de teatro musical              | Mejor álbum de teatro musical | Nominado  |